# Boloceroididae
Boloceroididae Carlgren, 1924, è una famiglia di celenterati antozoi nella superfamiglia Metridioidea dell'ordine Actiniaria.

## Descrizione
La famiglia Boloceroididae è caratterizzata da un ampio disco pedale, senza muscoli basilari. Colonna liscia, senza escrescenze, o con escrescenze nella sua parte inferiore. Muscoli longitudinali ectodermici nell'intera colonna. Margine tentacolato, sfintere assente. Tentacoli non retrattili, facilmente decidui, ciascuno con uno sfintere endodermico alla base la cui contrazione consente di recidere il tentacolo.  Nessun sifonoglifo. Sei coppie perfette di mesenteri, che possono aumentare specialmente se la specie si propaga in modo asessuato. I muscoli dei mesenteri sono deboli. Nessuna differenziazione in macro e microcnemi. Le gonadi si sviluppano dai mesenteri del primo ciclo.
Le specie appartenenti alla Boloceroididae sono distribuite in modo piuttosto diffuso nelle acque profonde di tutti gli oceani.

## Tassonomia
Secondo il World Register of Marine Species (WORMS), la famiglia è composta da tre generi:
- Boloceractis  Panikkar, 1937
- Boloceroides  Carlgren, 1899
- Bunodeopsis  Andres, 1881